# 千里ライフサイエンスセンター
千里ライフサイエンスセンター（せんりライフサイエンスセンター）は、大阪府豊中市の千里中央にある多目的高層ビルである。

## 概要
1992年（平成4年）6月19日に開業した。千里ライフサイエンス振興財団が入居している。また、会議室や展示場の他にも400席超の「ライフホール」や小規模の「サイエンスホール」、各種商業施設などが入居している。2009年（平成21年）1月に全館改装を行った。
土地は財団法人千里ライフサイエンス振興財団（2001年（平成13年）3月23日取得）、建物は株式会社千里ライフサイエンスセンター（1992年（平成4年）12月28日取得）が所有していたが、2007年（平成19年）4月20日にゴールドマン・サックスグループの「千里中央合同会社」が取得（りそな銀行を受託者とする不動産信託受益権）した。
2012年（平成24年）4月27日に「千里プロパティー特定目的会社」が約80億円で不動産信託受益権（受託者は三菱UFJ信託銀行）を取得した。特定目的会社には、ケネディクス不動産投資法（現 KDX不動産投資法人）とシンガポールの法人が出資し、ラサールインベストメントマネージメントがアセットマネジメント業務を受託した。
2014年（平成26年）7月22日に「豊中プロパティー特定目的会社」が不動産信託受益権120億円で取得した。出資者とアセットマネジメメント業務受託者は「千里プロパティー特定目的会社」と同じである。
2014年（平成26年）10月15日にケネディクス・オフィス投資法人（現 KDX不動産投資法人）が130億円で不動産信託受益権を取得した。
2016年（平成28年）にDBJ Green Building認証を取得した。

## アクセス
鉄道
- 北大阪急行電鉄南北線・大阪モノレール本線 千里中央駅

道路
- 新御堂筋
- 大阪府道2号大阪中央環状線